# Lisburn

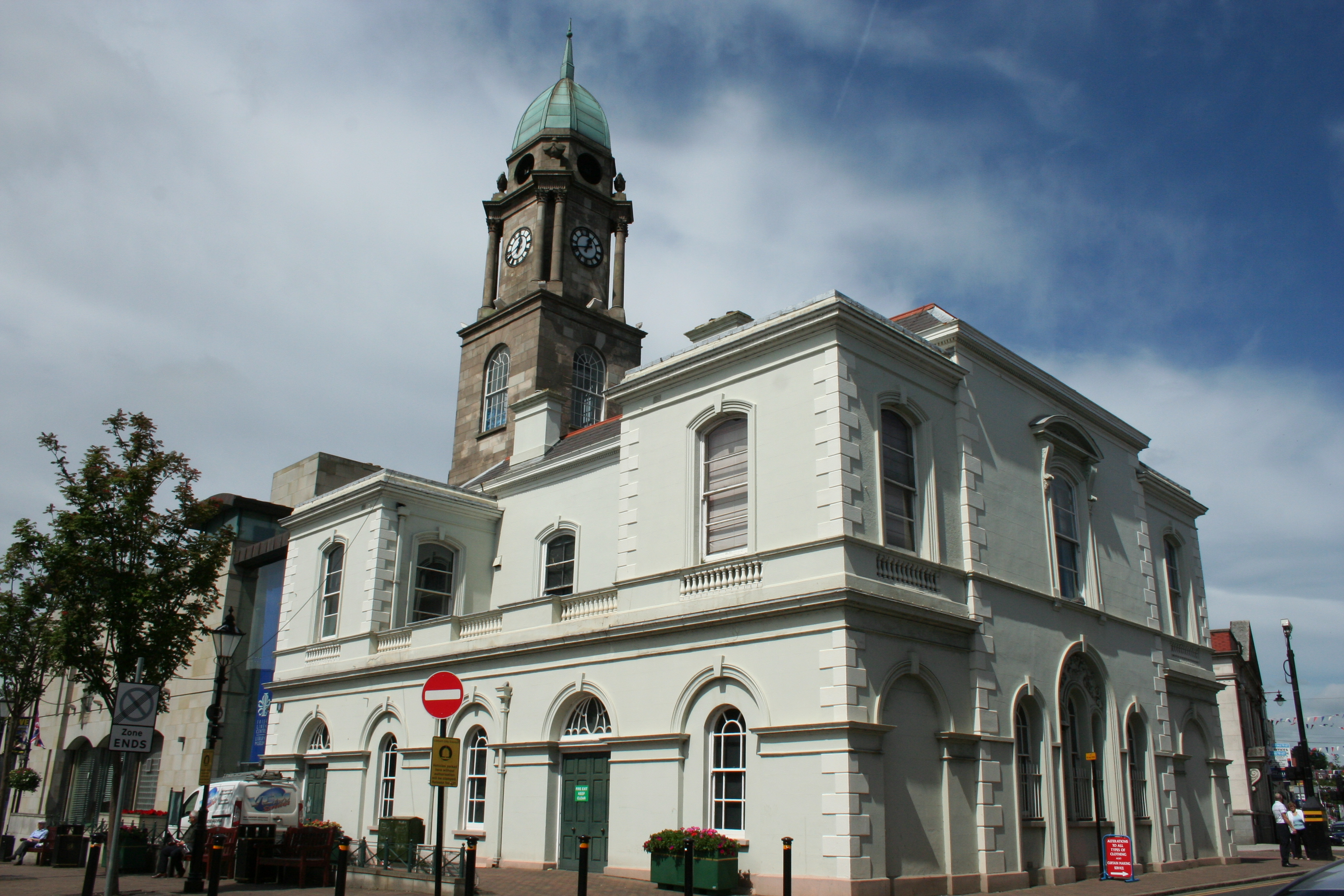
El museu del lli de Lisburn.

Lisburn (Lios na gCearrbhach en gaèlic irlandès, Lisburn en escocès de l'Ulster) és la tercera ciutat més gran d'Irlanda del Nord. Està situada al sud-oest de Belfast, a sobre del riu Lagan, que constitueix la frontera entre el Comtat d'Antrim i el Comtat de Down. Té una població de 71.465 habitants segons el cens del 2001.
Antigament era un borough o municipalitat, es va atorgar a Lisburn l'estatus de ciutat el 2002 pel Golden Jubilee (50è aniversari del Jubileu) de la reina Isabel II.

## Etimologia
El nom original de la vila era Lisnagarvy (també pronunciat Lisnagarvey, Lisnegarvey, Lisnegarvy, Lisnegarvagh o Lisnagarvagh) el townland en què es va formar. Deriva del gaèlic irlandès Lios na gCearrbhach que vol dir ringfort dels tafurs.
L'origen del nom és obscur. La pronunciació moderna Lisburn apareix el gener de 1662 en els registres eclesiàstics. Després de febrer de 1662 el nom Lisnagarvy ja no apareix en els registres. Hom creu que la ciutat fou rebatejada després de ser cremada durant la rebel·lió irlandesa de 1641. En el seu llibre Lisburn Cathedral and Its Past Rectors (1926) el Rev W P Carmody argumenta "Això sembla el més improbable; després de 20 anys la crema seria un record, i els lleialistes de la ciutat no estaria disposat a donar-li un nom que seria una reminiscència de la seva destrucció pels rebels". Hi ha proves que el nom existia abans de la rebel·lió. En les depositions de la rebel·lió, un soldat anglès manifestà el 9 de juny de 1653 que els rebels entraren en la vila de Lisnagarvy a "un lloc anomenat Louzy Barne". Carmody creu que en els primers dies de la ciutat hi coexistien dos ringforts: Lisnagarvy al nord i Lisburn al sud. Suggereix que ambdós noms provenen de l'irlandès i conclou: "Lisburn, més curt i més fàcil de pronunciar per als colons anglesos, esdevé el nom familiar i Lisnagarvey desaparegué gradualment".

## Demografia
L'àrea urbana de Lisburn forma part de l'Àrea Urbana Metropolitana de Belfast (BMUA) i classificada com a ciutat gran per la NI Statistics and Research Agency (NISRA) (població entre 18.000 i 75.000 habitants). Segons el cens de 2001 tenia 71.465 habitants dels quals:
- 25,4% té menys de 16 anys i el 15,6% té més 60.
- 52,1% són dones i el 47,9% són homes.
- 62,8% són protestants i el 33,4% són catòlics irlandesos.
- 4,0% de la població entre 16–74 anys estava a l'atur.[6]

## Història
L'assentament original de Lisburn es troba a l'actual Hill Street, un turó sobre el riu Lagan. També hi havia una fortificació a la banda nord on avui hi ha Castle Gardens. En 1611 Jaume I garantí Sir Fulke Conway, un gal·lès d'origen normand, les terres de Killultagh al sud-oest del comtat d'Antrim. Durant el 1620 els carrers de Lisburn eren presentats com avui dia: Market Square, Bridge Street, Castle Street i Bow Street. Conway va portar molts colonitzadors anglesos i gal·lesos durant la colonització de l'Ulster; també tenia una mansió construïda a l'actual Castle Gardens i en 1623 una església al lloc on hi ha l'actual catedral. la mansió fou destruïda per un foc accidental en 1707 i ja no fou reconstruïda; el lema de la ciutat, Ex igne resurgam ("Fora del foc m'alçaré"), és una referència a aquest incident.

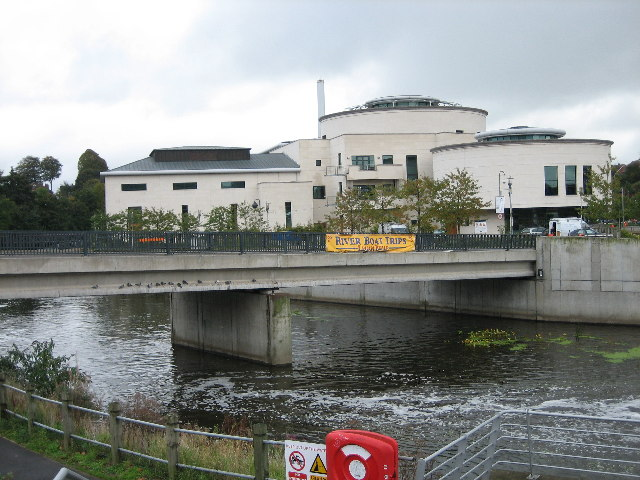
Centre Cívic de Lisburn

Lisburn també és coneguda com a lloc de naixement de la indústria del lli irlandès, establerta en 1698 per Louis Crommelin i altres impulsors d'origen hugonot. Es pot veure una exhibició sobre la indústria del lli irlandesa a l'Irish Linen Centre, que es pot trobar a l'antiga Market House a la Market Square.